# Haga socken
Haga socken i Uppland ingick i Ärlinghundra härad, uppgick 1952 i Sigtuna stad, ingår sedan 1971 i Sigtuna kommun och motsvarar från 2016 Haga distrikt.
Socknens areal var 18,73 kvadratkilometer, varav 18,38 land. År 1952 fanns i socknen 191 invånare. Sockenkyrkan Haga kyrka ligger i socknen. 

## Administrativ historik
Haga socken har medeltida ursprung. 
Vid kommunreformen 1862 övergick socknens ansvar för de kyrkliga frågorna till Haga församling och för de borgerliga frågorna till Haga landskommun. Landskommunen inkorporerades 1952 i Sigtuna stad som 1971 ombildades till Sigtuna kommun. Församlingen uppgick 2002 i Sigtuna församling.
1 januari 2016 inrättades distriktet Haga, med samma omfattning som församlingen hade 1999/2000.
Socknen har tillhört län, fögderier, tingslag och domsagor enligt vad som beskrivs i artikeln Ärlinghundra härad.  De indelta soldaterna tillhörde Upplands regemente, Sigtuna kompani, samt Livregementets dragonkår, Livskvadronenen

## Geografi
Haga socken ligger nordväst om Sigtuna med Skofjärden i väster och norra delen av Garnsviken i öster.  Socknen är i öster en slättbygd, i väster en skogsbygd.

## Fornlämningar
Från järnåldern finns ett tiotal gravfält och två fornborgar. Sex runristningar har påträffats.

## Namnet
Namnet skrevs 1317 Hagha. Det innehåller en böjningsform av hage, 'inhägnad mark; stängsel'.